# Норланд (плоскогорье)
Но́рланд, Но́ррланд (швед. Norrland — «северная страна») — плоскогорье на северо-востоке Скандинавского полуострова, на севере Швеции и частично в Финляндии.
Высота плоскогорья ступенчато уменьшается с 800 м у Скандинавского нагорья (на западе) до 200 м у побережья Ботнического залива (на востоке). Сложено преимущественно кристаллическими породами Балтийского щита: гранитами, гнейсами, прикрытыми ледниковыми отложениями. Имеются месторождения высококачественных железных руд и цветных металлов.
Климат района умеренный, переходный от океанического к континентальному. Реки порожистые, обладают большими запасами гидроэнергии и используются для лесосплава. Таёжные еловые и сосновые леса (местами со значительными примесями берёзы) на подзолистых почвах.